# سيباتاك (جزيرة)

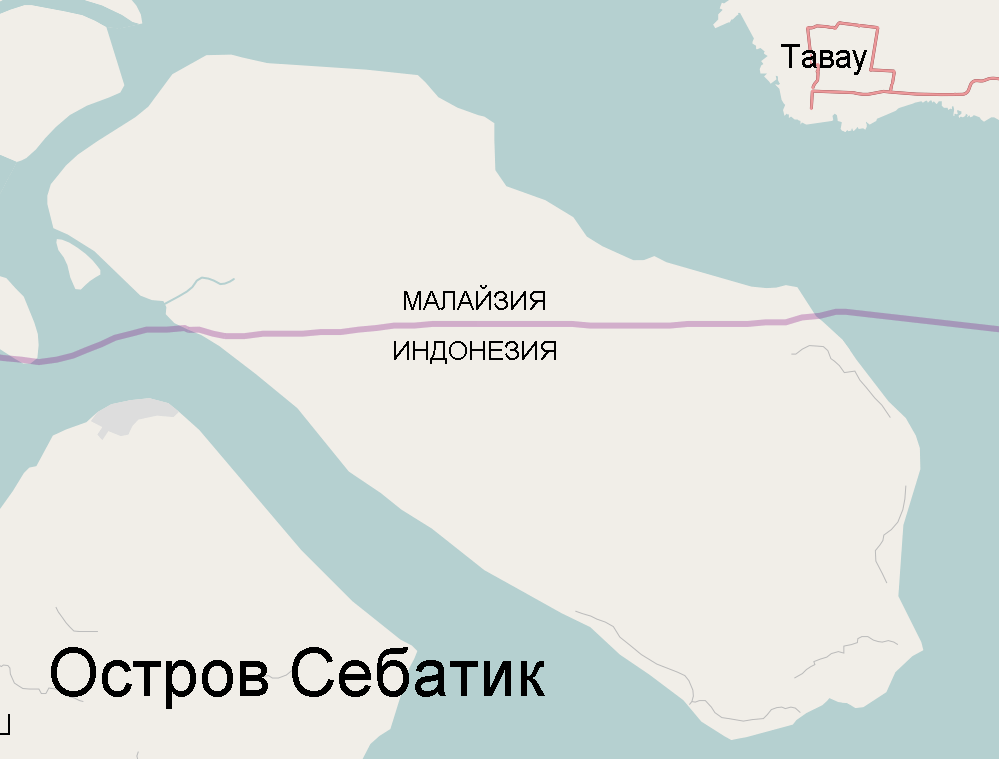
جزيرة سيباتاك والخط في منتصفها يقسمها إلى جزء شمالي ماليزي وجزء جنوبي إندونيسي

جزيرة سيباتاك هي جزيرة تقع قبالة الساحل الشرقي لجزيرة بورنيو وهي الجزر المقسمة بين ماليزيا وإندونيسيا. تبلغ مساحتها حوالي 452.2 كيلومتر مربع. تبلغ المسافة بين جزيرة سيباتاك وساحل بورنيو حوالي كيلومتر واحد فقط.
تقع جزيرة سيباتاك بين خليج تاواو شمالاً وخليج سيبوكو جنوباً. مدينة تاواو تقع شمالاً في إقليم صباح الماليزي. بينما الجزء الجنوبي فهو يتبع مقاطعة كالمنتان الشرقية في إندونيسيا .

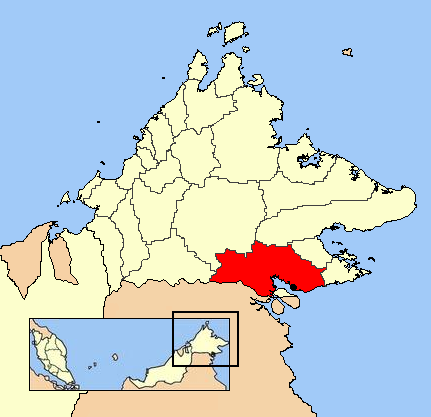
مقاطعة تاواو في إقليم صباح في ماليزيا وتظهر جزيرة سيباتاك مقسمة بين إندونيسيا وماليزيا

يبلغ عدد سكان الجزء الماليزي ما يقرب من 25000 نسمة، في مقابل ما يقرب من 80000 نسمة في إندونيسيا.
ترسيم الحدود الدولية بين ماليزيا وإندونيسيا يتوقف عند الحافة الشرقية لجزيرة سيباتاك، بحيث أن ملكية صخرة أونارانغ والمنطقة البحرية الواقعة إلى الشرق من سيباتاك غير واضحة. وهذه هي أحد الأسباب التي جعلت من منطقة أمبالات والمياه المقابلة لها منطقة نزاع بحري نشطة بين إندونيسيا وماليزيا منذ مارس 2005 بسبب احتياطات النفط الخام شرق جزيرة سيباتاك. كما أن عدم رسم الحدود الشرقية تسببت في خسار إندونيسيا لجزيرتين هما ليغيتان وسيبادان.
يوجد على الجزيرة حرس الحدود، لكن لا يوجد حالياً أي مكتب الهجرة والجمارك ولا سياج من الأسلاك الشائكة ولا جدران لترسيم الحدود. بدلا من ذلك، فإن الدليل الوحيد على الحدود هي أكوام الخرسانة الموضوعة على مسافة كل كيلومتر من الشرق إلى الغرب.
كما تعد جزيرة سيباتاك الجزيرة الوحيدة التي وقعت معارك عنيفة بين القوات الإندونيسية والماليزية خلال المواجهة في عام 1963.
تمتلك شركة أخشاب شمال بورنيو امتيازاً لقطع الأشجار في الجزيرة منذ ثمانينات القرن العشرين وموظفيها المغتربين معظمهم يعيشون في مساكن في خليج والاس. سيباتاك الماليزية تقع ضمن الدائرة الإدارية لتاواو. ولأغراض انتخابية، فإن سيباتاك تندرج ضمن الدائرة الانتخابية البرلمانية لكالاباكان ومنطقة مقاطعة سيباتاك.

## وصلات خارجية
- صورة للجزيرة من موقع ويكيمابيا